# Willa Dušana Jurkoviča (Brno)

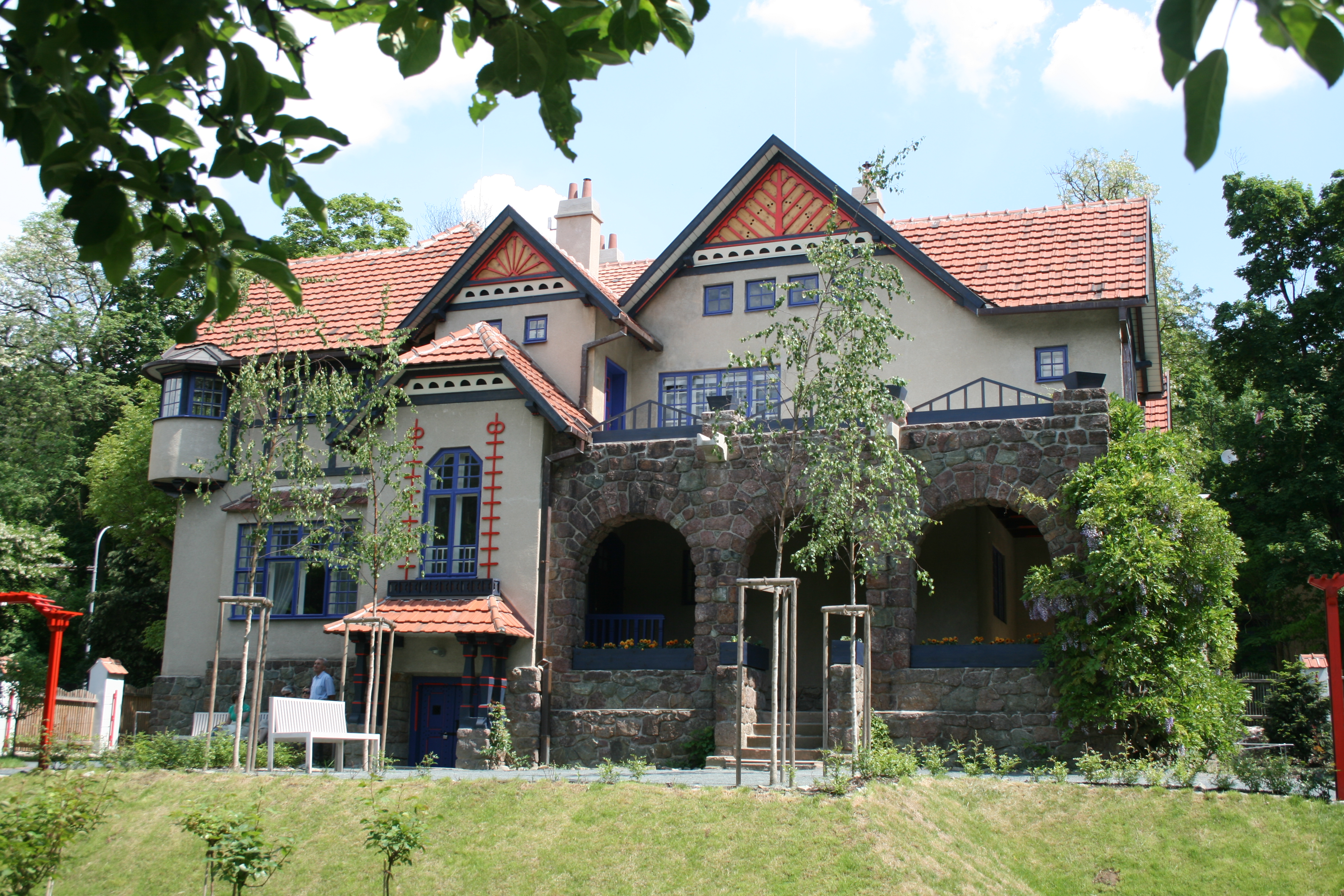
Willa Dušana Jurkoviča, widok od strony ogrodu

Willa Dušana Jurkoviča – własna willa słowackiego architekta Dušana Jurkoviča, wybudowana według jego własnego projektu w 1906 r. nad rzeką Svratką, u podnóży tzw. Lasu Wilsona w Brnie w Czechach. Znajduje się w dzielnicy Žabovřesky, przy ul. Jana Nečasa 335/2. Jest uznawana za jeden z najważniejszych zabytków architektury secesyjnej Brna.

## Koncepcja i budowa willi
Na wybór miejsca budowy domu wpłynęła miłość Jurkoviča do przyrody. Na początku stulecia Žabovřesky były spokojnym miejscem – z jednej strony sąsiadowały z cesarską strzelnicą, w pobliżu zaczynał się duży lasopark (obecny Las Wilsona), niedaleko płynęła Svratka. Jurkovič kupił tu duży, wąski pas ziemi, na początku którego wybudował dom, zaś resztę terenu podzielił na mniejsze działki i sprzedał. Jedną z działek nabyła rodzina Kunców, dla których architekt stworzył również projekt domu.
Willę uznaje się za unikalną syntezę wpływów środkowoeuropejskiej kultury ludowej oraz zasad brytyjskiej nowoczesności i wiedeńskiej secesji. Różni się ona od wcześniejszych realizacji Jurkoviča, które wprost naśladowały drewnianą architekturę ludową. Podstawowa koncepcja budowli opiera się na brytyjskiej architekturze, nawiązując do typu domu wiejskiego – cottageʼu. Rozwiązanie wnętrza domu opiera się na podstawowej przestrzeni, jaką jest hol z klatką schodową, którego głównym zadaniem było połączenie parterowej części socjalnej z częścią prywatną na piętrze. Jurkovič nieco zmodyfikował to rozwiązanie i rozszerzył część socjalną na pierwsze piętro, gdzie miał swoją pracownię i gdzie niewątpliwie prowadził też swoich przyjaciół i gości. Natomiast prywatne sypialnie pozostały na parterze, oddzielone korytarzem od części wspólnej.

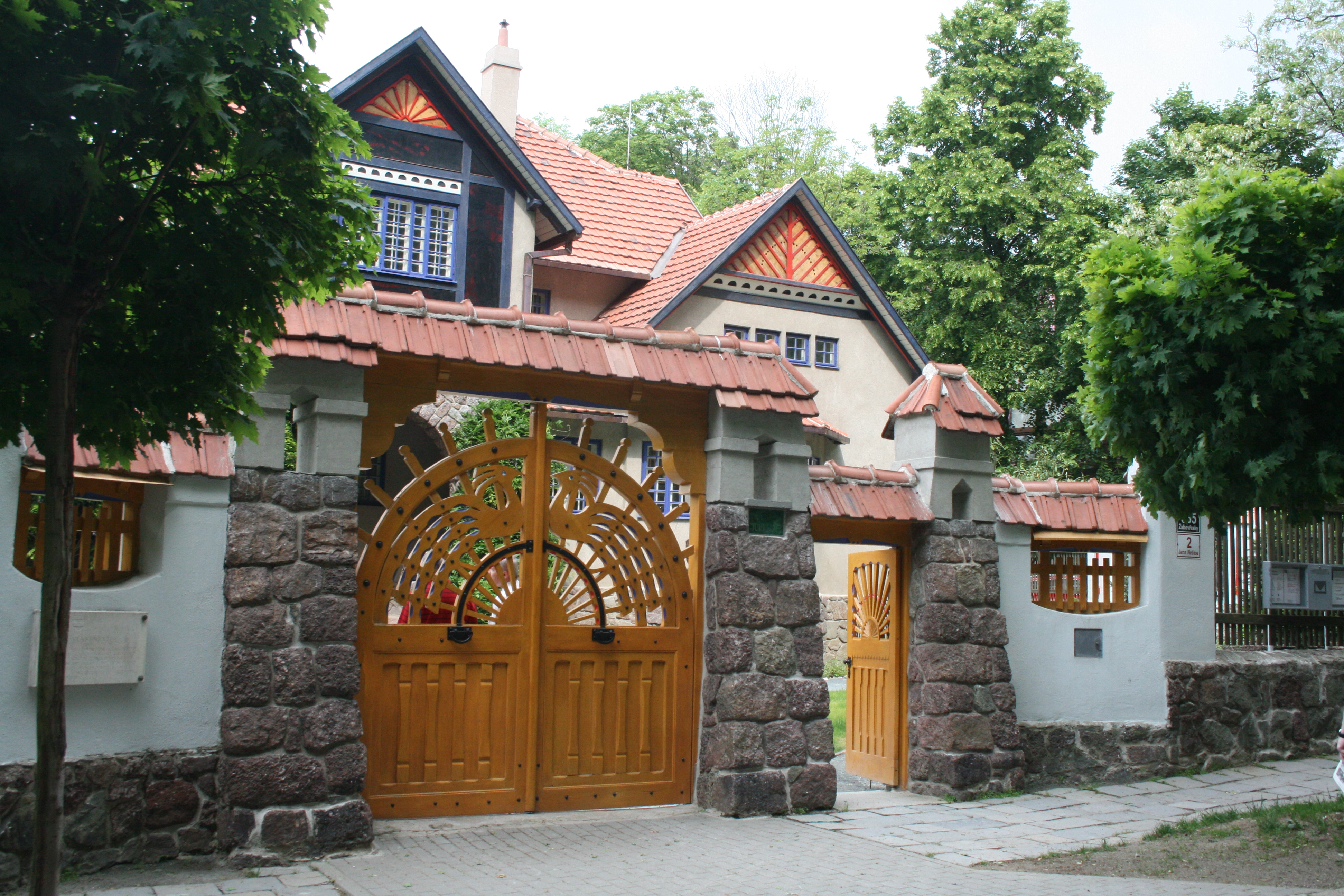
Willa Dušana Jurkoviča, widok od strony ulicy

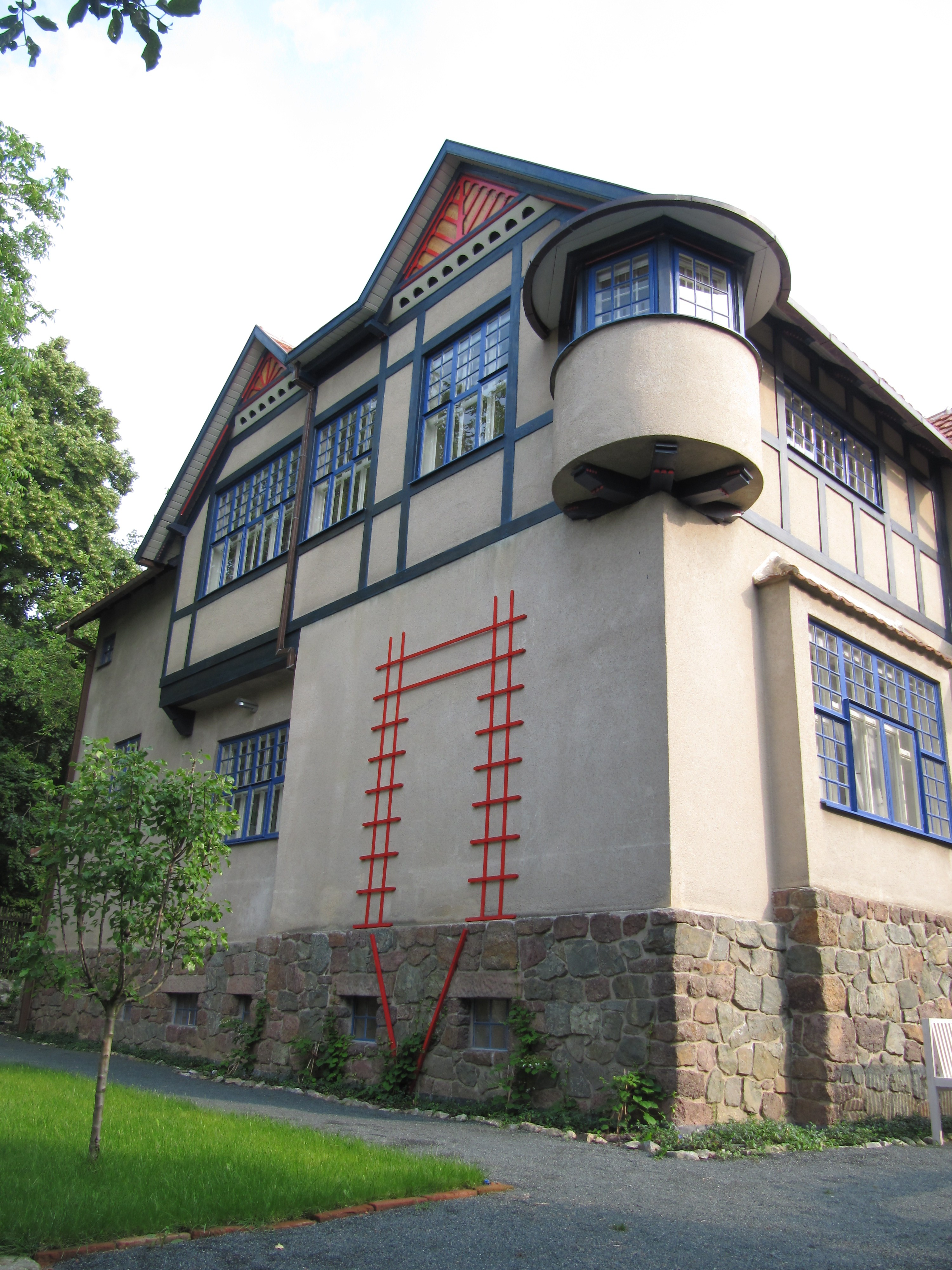
Willa Dušana Jurkoviča, elewacja boczna z wykuszem

26 sierpnia 1906 r., jeszcze przed wprowadzeniem się jej właścicieli, w budynku otwarto wystawę architektury i przemysłu artystycznego. Fakt, że willa przez krótki czas przed zamieszkaniem została wnętrzem wystawienniczym, był pewnym trendem w promocji nowoczesnej architektury w tamtych czasach. Najbardziej znanym tego przykładem była w tym czasie kolonia willi w Darmstadt w Niemczech, która jeszcze przed zamieszkaniem została zaprezentowana zwiedzającym jako jeden ogromny eksponat, który mogli zobaczyć od ogólnej koncepcji zagospodarowania przestrzennego po najdrobniejsze szczegóły wyposażenia. Autorem Kolonii Darmstadt był wiedeński architekt Josef Maria Olbrich. Jurkovič bardzo dobrze znał jego twórczość, a projektując swój dom inspirował się własną willą Olbricha w Darmstadt jak również wiedeńskimi willami autorstwa Josefa Hoffmanna.

## Historia obiektu
Dušan Jurkovič sprzedał willę w 1919 r. W następnych latach nieruchomość kilkakrotnie zmieniała właścicieli. Ostatni z nich sprzedał willę 30 czerwca 2006 r. Willą i otaczającym ją ogrodem zarządza obecnie Galeria Morawska w Brnie. Niedługo po przejęciu domu rozpoczęte zostały pod kierunkiem biura architektonicznego Transat Architekti konstrukcyjno-historyczne, konstrukcyjno-techniczne i sondażowe badania stratygraficzne. W oparciu o nie w 2009 r. rozpoczęto przebudowę willi, która miała na celu przybliżenie budynku do jego pierwotnej formy i jednocześnie przystosowanie go na potrzeby centrum studiów architektury współczesnej z naciskiem na twórczość samego Dušana Jurkoviča. Remont zakończono w marcu 2011 r., a willa została otwarta dla zwiedzających 1 kwietnia tego roku. Remont willi był na bieżąco szczegółowo dokumentowany w mediach (m.in. w Internecie) i w 2011 roku otrzymał Wyróżnienie w Grand Prix Architektów.
Galeria Morawska umieściła w budynku stałą wystawę pt. „Dušan Jurkovič. Architekt i jego dom”, która przedstawia w pełni odrestaurowaną centralną klatkę schodową, salon z ekspozycją różnych zestawów mebli i inne pomieszczenia, w których umieszczono także tablice z informacjami o życiu i twórczości Jurkoviča.